# Gnistegöl
Gnistegöl är en sjö i Vaggeryds kommun i Småland och ingår i Nissans huvudavrinningsområde. Sjön har en area på 0,0544 kvadratkilometer och ligger 282,1 meter över havet. Sjön avvattnas av vattendraget Svanån (Radan).

## Delavrinningsområde
Gnistegöl ingår i det delavrinningsområde (638639-138621) som SMHI kallar för Utloppet av Rasjön. Avrinningsområdets medelhöjd är 261 meter över havet och ytan är 20,77 kvadratkilometer. Det finns inga delavrinningsområden uppströms utan avrinningsområdet är högsta punkten. Svanån (Radan) som avvattnar avrinningsområdet har biflödesordning 2, vilket innebär att vattnet flödar genom totalt 2 vattendrag innan det når havet efter 176 kilometer. Delavrinningsområdet består mestadels av skog (58 procent). Avrinningsområdet har 3,96 kvadratkilometer vattenytor vilket ger det en sjöprocent på 19,1 procent. Bebyggelsen i området täcker en yta av 0,3 kvadratkilometer eller 1 procent av avrinningsområdet.